# Spencer Ware
Spencer Raleigh Ware III (* 23. November 1991 in Sharonville, Ohio) ist ein ehemaliger US-amerikanischer American-Football-Spieler auf der Position des Runningback. Er spielte für die Seattle Seahawks und Kansas City Chiefs in der National Football League (NFL).

## College
Während seiner College-Karriere lief Ware 1240 Yards bei 292 Läufen und schaffte dabei zehn Touchdowns. Ware ging bereits nach seinem Junior-Jahr in den NFL Draft 2013.

## NFL

### Seattle Seahawks
Ware wurde in der 6. Runde des NFL Draft 2013 von den Seattle Seahawks ausgewählt, konnte in seiner Rookie-Saison aber nie wirklich überzeugen. Dennoch gewann er in dieser Saison mit den Seahawks den Super Bowl XLVIII. Nach der Saison wurde er am 20. August 2014 aus dem Team entlassen.

### Kansas City Chiefs
Am 31. Dezember 2014 unterschrieb Ware zunächst einen Zukunfts- bzw. Reservevertrag bei den Kansas City Chiefs, um zu deren Trainingsteam hinzuzustoßen. Einen Aktivvertrag bekam er in der 8. Woche der NFL-Saison 2015 und schaffte dort im Spiel gegen die Detroit Lions direkt seinen ersten NFL-Touchdown.
In der NFL-Saison 2016 konnte Ware an seine guten Leistungen aus dem Vorjahr anknüpfen und sportlich derart überzeugen, dass er in allen 14 Partien, in denen er zum Einsatz kam, als Startspieler auf der Position des Runningbacks eingesetzt wurde. Zwei Spiele verpasste er aufgrund von Verletzungen. Am 9. Spieltag musste er wegen einer Gehirnerschütterung aussetzen, und am 17. und letzten Spieltag der Regular Season pausierte er wegen Rippenproblemen.
Vor der Saison 2017 verletzte sich Ware im 3. Spiel der Chiefs in der Preseason am hinteren Kreuzband und am Kollateralband des Kniegelenks und fiel zum Start der Regular Season auf unbestimmte Zeit aus. Für ihn wurde Rookie Kareem Hunt zum Startspieler auf der Position des Runningbacks ernannt. Nachdem später bestätigt wurde, dass es sich um einen Kreuzbandriss handelte, musste sich Ware einer Operation unterziehen, die seine Saison vorzeitig beendete.
Durch die schwere Knieverletzung verlor er seinen Platz als startender Runningback in der Saison 2018 zunächst an Kareem Hunt. Erst dessen Entlassung wegen Gewaltausübung gegen eine Frau brachte ihm den Stammplatz im Dezember 2018 kurzfristig zurück. Eine erneute Verletzung sorgte allerdings dafür, dass er die letzten drei Spiele der Regular Season verpasste.

### Indianapolis Colts
Nach Beendigung des Drafts, in dem die Indianapolis Colts beschlossen, auf die Auswahl eines Runningbacks zu verzichten, wurde Ware für ein Jahr verpflichtet.
Dort wurde er nach einer Knöchelverletzung am 20. September entlassen. Am 3. Dezember 2019 wurde er von den Kansas City Chiefs zurückgeholt. Er erlief 51 Yards bei 17 Versuchen, bevor er am 25. Dezember mit einer Schulterverletzung auf die Injured Reserve List gesetzt wurde.

## NFL-Statistiken
| 2013            | Seattle Seahawks   | 2  | 0  | 3   | 10    | 3,3 | 5  | 0  | -  | -   | -    | -   | - | - | -  | -    | -  | - | 0 | 0 |
| 2015            | Kansas City Chiefs | 11 | 2  | 72  | 403   | 5,6 | 52 | 6  | 6  | 5   | 0,8  | 5   | 0 | 1 | 14 | 14,0 | 14 | 0 | 0 | 0 |
| 2016            | Kansas City Chiefs | 14 | 14 | 214 | 921   | 4,3 | 46 | 3  | 33 | 447 | 13,5 | 46T | 2 | - | -  | -    | -  | - | 4 | 3 |
| 2017            | Kansas City Chiefs | -  | -  | -   | -     | -   | -  | -  | -  | -   | -    | -   | - | - | -  | -    | -  | - | - | - |
| 2018            | Kansas City Chiefs | 13 | 2  | 51  | 246   | 4,8 | 34 | 2  | 20 | 224 | 11,2 | 31  | 0 | 1 | 10 | 10,0 | 0  | 0 | 0 | 0 |
| 2019            | Kansas City Chiefs | 3  | 1  | 17  | 51    | 3,0 | 5  | 0  | 5  | 22  | 4,4  | 18  | 0 | 0 | 0  | 0    | 0  | 0 | 1 | 0 |
| Total           | Total              | 43 | 19 | 347 | 1.631 | 4,6 | 52 | 11 | 64 | 698 | 10,9 | 46  | 2 | 2 | 24 | 12,0 | 14 | 0 | 5 | 3 |
| Quelle: NFL.com |                    |    |    |     |       |     |    |    |    |     |      |     |   |   |    |      |    |   |   |   |